# Catesbaea foliosa
Catesbaea foliosa är en måreväxtart som beskrevs av Charles Frederick Millspaugh. Catesbaea foliosa ingår i släktet Catesbaea och familjen måreväxter.
Artens utbredningsområde är Bahamas. Inga underarter finns listade i Catalogue of Life.